# Association d'Histoire Naturelle de Nuremberg
La Société d'Histoire Naturelle de Nuremberg (en allemand Naturhistorische Gesellschaft Nürnberg) est une association allemande fondée en 1801 et consacrée à l'histoire naturelle. Elle est actuellement composée d'environ 2 000 membres et elle est l'une des plus grandes associations de scientifiques bénévoles en Allemagne.

## Description générale
L'objectif de l'association est la diffusion des sciences naturelles, archéologiques, préhistoriques et ethnologiques ainsi que les connaissances culturelles et la promotion de la protection de la nature et des monuments historiques de Nuremberg et de la région.

## Départements
- Archéologie de l'étranger
- Botanique
- Entomologie
- Freilandaquarium (« aquarium en plein air ») et terrarium
- Géologie
- Spéléologie
- Mammalogie (renommé en Säugetierkunde, « département de connaissances des mammifères », en juin 2012)
- Mycologie et herboristerie
- Préhistoire
- Ethnologie

## Musée d'histoire naturelle de Nuremberg
En 1881 la Société d'Histoire Naturelle de Nuremberg vote la création d'un musée et d'une bibliothèque. Le « musée d'histoire naturelle de Nuremberg » ouvre finalement ses portes et est inauguré en décembre 1884.
L'exposition permanente du musée comprend les domaines suivants:
- Ethnologie

Mers du sud: l'Accent sur kinas de Papouasie-nouvelle-Guinée, ainsi que les modèles de bateau de Micronésie.
Sahara: les arabes Nomades de Sud du Maroc et des Touaregs du Sahara du Sud.
L'Afrique de l'Ouest: Des Masques, Des personnages d'ongle des Manilles.
Costa Rica: Découvertes précolombiennes archéologiques de la collection Félix Wiß.
Sibérie: Représentation du mode de Vie des Niwchen autour de 1900
- Spéléologie

Représentation de l'Évolution et de l'Importance de la Karst, le Squelette d'un adulte et d'un nouveau-né ours des cavernes
Chaque année, se trouvent une ou plusieurs expositions à thèmes.

## Liens
- D'histoire naturelle, Société de Nuremberg e. V.
- Musée D'Histoire Naturelle De Nuremberg
- Freilandaquarium et terrarium dans la Pierre